# ダイナマイト (ジャーメイン・ジャクソンのアルバム)
『ダイナマイト』（Dynamite、またはJermaine Jackson）は、1984年に発表されたジャーメイン・ジャクソンのアルバム。
アリスタ・レコードからの第1弾。
「もしかして恋」はマイケル（弟）、「やさしくマイ・ハート」はホイットニー・ヒューストンとのデュエット。

## 収録曲
1. 「ダイナマイト」 - "Dynamite" (Andrew Goldmark, Bruce Roberts) - 6:01
2. 「スウィーテスト・スウィーテスト」 - "Sweetest Sweetest" (Arthur Jacobson, Ellison Chase, Robin Lerner) - 4:05
3. 「もしかして恋」 - "Tell Me I'm Not Dreamin' (Too Good to Be True)" (Bruce Sudano, Jay Gruska, Michael Omartian) - 4:22
4. 「エスケイプ・フロム・ザ・プラネット・オブ・ジ・アント・メン」 - "Escape From the Planet of the Ant Men" (David Batteau, Don Freeman) - 5:04
5. 「カム・トゥ・ミー」 - "Come to Me (One Way or Another)" (Jermaine Jackson) - 5:17
6. 「恋にふるえて」 - "Do What You Do" (Larry Di Tomaso, Ralph Dino) - 4:46
7. 「やさしくマイ・ハート」 - "Take Good Care of My Heart" (Peter McCann, Steve Dorff) - 4:17
8. 「サム・シングス・アー・プライベート」 - "Some Things Are Private" (Bruce, Michael) - 4:05
9. 「オー・マザー」 - "Oh Mother" (Elliot Willensky, Jermaine) - 4:48